# یدک‌کش

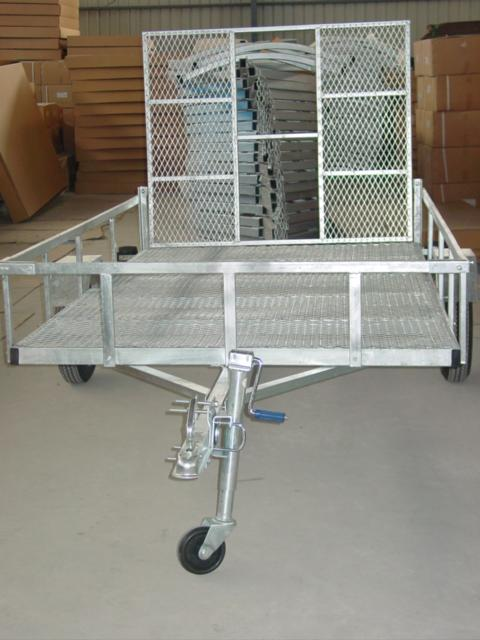
یدک‌کشی خانگی با شیب‌راه تاشو.

یَدَک‌کِش یا تریلر (انگلیسی: Trailer) وسیله‌ای است که می‌تواند به قلاب یدک‌کش یک وسیله نقلیه متصل شود. برای یدک‌کش‌های کوچک با وزن کمتر از ۷۵۰ کیلوگرم، از جمله ظرفیت بار، راننده خودرو نیازی به گواهینامه رانندگی جداگانه ندارد. برای هر نوع حمل و نقل، یک یدک‌کش ویژه در دسترس است، به عنوان مثال، یدک‌کش‌های تخت دارای یک سطح بارگیری صاف بدون لبه‌های برجسته هستند.
در حمل و نقل بار، یدک‌کش‌ها به‌طور گسترده مورد استفاده قرار می‌گیرند و می‌توان بین سه نوع یدک‌کش تمایز قائل شد: یدک‌کش کامل، یدک‌کش مستقل (نیمه‌یدک‌کش) و یدک‌کش مرکزی یا کمرشکن.

## یدک‌کش‌های مفصلی:
این یدک‌کش‌ها دارای دو یا چند محور هستند که محور جلو از طریق یک صفحه گردان (از این رو به آن یدک‌کش صفحه‌گردان نیز می‌گویند) یا به‌طور غیرمعمول از طریق یک بازوی محور به صورت جداگانه هدایت می‌شود. این یدک‌کش‌ها نمونه‌ای از کامیون‌ها و تراکتورها هستند. اخیراً، یدک‌کش‌های این نوع برای خودروهای سواری برای حمل و نقل سبک و طولانی یا حجیم ارائه شده‌اند. وزن ناخالص مجاز تا ۲۰ تن برای دو محور و ۲۴ تن برای سه محور است  - با مجوز ویژه (تریلر کم‌ارتفاع برای حمل و نقل سنگین) بالاتر از آن.
با فرمان صفحه گردان، محور جلو بر روی یک صفحه گردان نصب می‌شود و به‌طور ثابت به تیر متصل می‌شود. تیر به صورت عمودی متحرک است و با فنرهای قوی به عنوان اقدامات ایمنی نگه داشته می‌شود. پس از جدا شدن نباید زمین را لمس کند. [۵] تریلرهای چند محوره بالای ۳۵۰۰ کیلوگرم GVW باید به ترمز بادی مجهز شوند.
انواع ساختارها، مشابه کامیون، بسیار متنوع هستند. انواع معمولی بدنه عبارتند از جعبه باز (سکوی تخت)، جعبه باز با برزنت و تیر و جعبه بسته (بدنه جعبه‌ای). علاوه بر این، بسیاری از طرح‌های ویژه وجود دارد که با هدف مورد نظر سازگار هستند.

## اشکال خاص
غلتک جاده‌ای یک یدک‌کش وسیله نقلیه است که در سال ۱۹۳۱ توسط یوهان کوله‌مایر برای حمل واگن‌های راه‌آهن و بارهای سنگین در جاده توسعه یافت. این یدک‌کش چند محوره در انواع مختلف با ظرفیت بارهای مختلف وجود داشت.
یدک‌کش دنباله‌دار تریلری است که برای کالاهای بسیار طولانی مانند کنده‌های درخت یا اجزای پیش ساخته استفاده می‌شود. تریلر دنباله‌دار در حالت بارگیری معمولاً با یک لوله مرکزی، یک سیم فولادی یا فقط توسط بار به وسیله نقلیه کشنده برای کشیدن متصل می‌شود.
وسایل نقلیه سبک‌وزن با یک محور جک‌دار بر روی یک محور یدک‌کش یدک می‌شوند. در حالت خالی مانند یک تریلر تک محوره و در حالت بارگیری مانند یک تریلر چند محوره رانندگی می‌شود.
یدک‌کش‌های کمکی دارای موتور مخصوص به خود هستند، معمولاً برای وسایل نقلیه با نیروی محرکه ضعیف خود، مانند دوچرخه و موتورسیکلت‌های کوچک. 